# Hanklit
Hanklit är Danmarks största molerklint. Den ligger i Region Nordjylland, i den nordvästra delen av landet. Hanklit ligger 42 meter över havet. Den ligger på ön Mors.
Terrängen runt Hanklit är platt. Närmaste större samhälle är Thisted, 7,8 km nordväst om Hanklit. Trakten runt Hanklit består till största delen av jordbruksmark.